# Alvania acuticostata
Alvania acuticostata är en snäckart som först beskrevs av Dall 1889.  Alvania acuticostata ingår i släktet Alvania och familjen Rissoidae. Inga underarter finns listade i Catalogue of Life.